# Cryptus lundbladi
Cryptus lundbladi är en stekelart som beskrevs av Per Abraham Roman 1938. Cryptus lundbladi ingår i släktet Cryptus och familjen brokparasitsteklar. Inga underarter finns listade i Catalogue of Life.